# عاوات (جبلة)

تعديل مصدري - تعديل

عاوات محلة تابعة لقرية المسيجيد، التابعة لعزلة جبل رعوين بمديرية جبلة إحدى مديريات محافظة إب في الجمهورية اليمنية، بلغ تعداد سكانها 45 حسب تعداد اليمن لعام 2004.